# 포도당 1-탈수소효소 (NADP+)
포도당 1-탈수소효소 (NADP+)(영어: glucose 1-dehydrogenase (NADP+)) (EC 1.1.1.119)는 다음과 같은 화학 반응을 촉매하는 효소이다.
D-포도당 + NADP+ ⇄ D-글루코노-1,5-락톤 + NADPH + H+
포도당 1-탈수소효소 (NADP+)의 2가지 기질은 D-포도당과 NADP+이며, 3가지 생성물은 D-글루코노-1,5-락톤, NADPH, H+이다. 포도당 1-탈수소효소 (NADP+)는 산화환원효소 부류에 속하며, 특히 공여체가 CH-OH기이며, 수용체가 NAD+ 또는 NADP+인 효소에 속한다.

## 명명법
포도당 1-탈수소효소 (NADP+)의 계통명은 D-포도당:NADP+ 1-산화환원효소(영어: D-glucose:NADP+ 1-oxidoreductase)이다.
다음은 일반적으로 사용되는 다른 이름들이다.
- 니코틴아마이드 아데닌 다이뉴클레오타이드 인산-연관 알도헥소스 탈수소효소(영어: nicotinamide adenine dinucleotide phosphate-linked aldohexose dehydrogenase)
- NADP-연관 알도헥소스 탈수소효소(영어: NADP-linked aldohexose dehydrogenase)
- NADP-의존적 포도당 탈수소효소(영어: NADP-dependent glucose dehydrogenase)
- 포도당 1-탈수소효소 (NADP)(영어: glucose 1-dehydrogenase (NADP))

## 같이 보기
- 포도당
- 탈수소효소
- 산화환원효소

## 참고 문헌
- Adachi O; Ameyama M (1982). “D-Glucose dehydrogenase from Gluconobacter suboxydans”. 《Methods Enzymol.》. Methods in Enzymology 89: 159–163. doi:10.1016/S0076-6879(82)89028-9. ISBN 978-0-12-181989-7.
- Avigad G, Alroy Y, Englard S (1968). “Purification and properties of a nicotinamide adenine dinucleotide phosphate-linked aldohexose dehydrogeanse from Gluconobacter cerinus”. 《J. Biol. Chem.》 243 (8): 1936–41. PMID 4384672.